# 拟平鬃虫属
擬平鬃蟲（學名：Paralejurus），又名擬光頭蟲，是生存於志留纪至泥盆紀的一屬三葉蟲，生活在溫暖大陸棚海域。這類三葉蟲的頭甲為半圓形。柔和的背部溝意味著頭鞍和頭鞍溝模糊不清。沒有頰刺，眼睛位於頭後部。胸部分為十節，軸葉與肋葉的分界不明顯。尾甲巨大、呈扇狀。

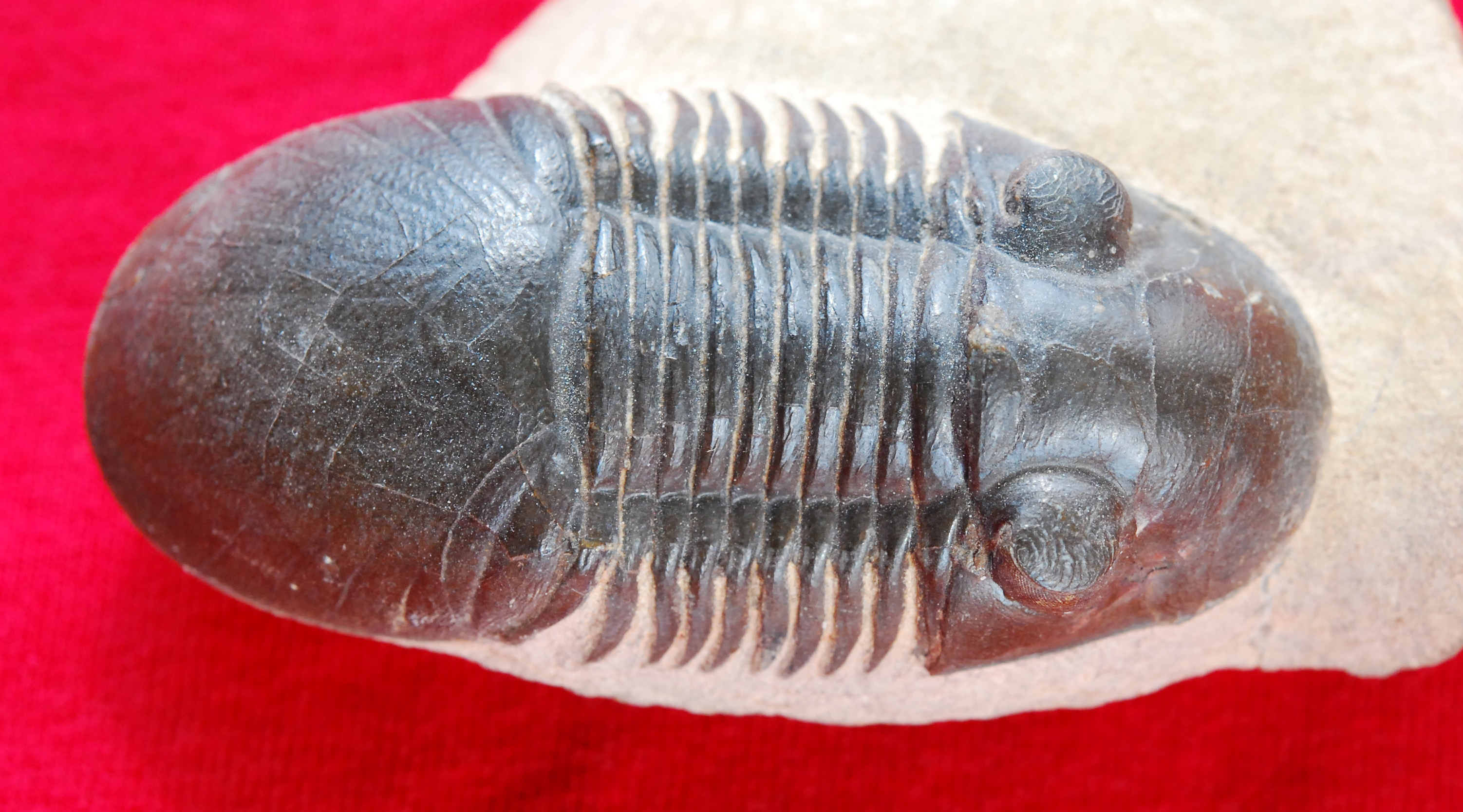
Paralejurus sp.

## 外部連結
- Leonaspis （页面存档备份，存于） in the Paleobiology Database